# Larga distancia (telenovela)
Larga distancia es una telenovela boliviana inacabada del año 1992, dirigida y escrita por Eduardo Pachi Ascarrunz.
Lleva más de 30 años en producción, ello debido a la falta de financiamiento y apoyo por parte de alguna productora o canal de televisión.

## Argumento
Larga distancia, relata la historia de un amor imposible entre un locutor de radio, y una mujer de negocios en la ciudad de La Paz, los personajes nunca se conocen personalmente, pero mantienen su relación amorosa, a través del teléfono. Como toda telenovela, se disputa con otra mujer por ganarse el amor del locutor.

## Elenco
- Andrés Canedo como Javier
- Ruth Pozo
- Alfredo Rivera

## Producción
Para la realización de la telenovela (mientras estaba en producción y antes de cancelarse) solían grabarse en una casa prestada y se utilizó dos locaciones .[cita requerida] La mayoría de las grabaciones eran en la noche, dado que muchos actores se dedicaban a otros rubros para vivir, con un total de 5 actores principales y 3 técnicos.

No me puesto a pensar en que si dos o tres podríamos hacerlo, no?. Ese era el tamaño de nuestra' posibilidades. No tengo ninguna otra posibilidad de hacerlo. Y... cuando, cuando vimos, si pues, eh eh, lo hemos demostrado, si, entre tres se puede hacer. (sic)
Eduardo Azcarrunz en una entrevista con Posdata (1992)

Aún con el presupuesto acabado, todo el elenco decidió continuar con las grabaciones con intenciones de revivir el interés, para que algún canal adquiera Larga distancia, aunque algunas escenas sean grabadas con más de 5000 extras.
A pesar de todos los esfuerzos, todo el equipo de producción decidió cancelar la serie debido a falta de presupuesto y a que ninguna cadena se animo a continuar la produccón, siendo un misterio el número de capítulos producidos antes de la cancelación y el presupuesto original.